# Cyphon kerzhneri
Cyphon kerzhneri es una especie de coleóptero de la familia Scirtidae.

## Distribución geográfica
Habita en Rusia.